# DFBポカール2023-2024
DFBポカール2023-2024（2023–24 DFB-Pokal）は、2023年8月11日から2024年5月25日の期間に開催される、通算71回目 (前身も含めれば81回目)のDFBポカールである。

## 参加クラブ
以下の64クラブが参加する。
| ブンデスリーガ (18クラブ) ブンデスリーガ2022-23所属全クラブが出場 | 2. ブンデスリーガ (18クラブ) 2. ブンデスリーガ2022-23所属全クラブが出場 | 3. リーガ (4クラブ) 3. リーガ2022-23における上位4チームが出場 |
| - バイエルン・ミュンヘン - ドルトムント - RBライプツィヒ - ウニオン・ベルリン - フライブルク - レヴァークーゼン - フランクフルト - ヴォルフスブルク - マインツ - ボルシアMG - ケルン - ホッフェンハイム - ブレーメン - ボーフム - アウクスブルク - シュトゥットガルト - シャルケ (II) - ヘルタ・ベルリン (II) | - ハイデンハイム (I) - ダルムシュタット (I) - ハンブルガーSV - デュッセルドルフ - ザンクトパウリ - パーダーボルン - カールスルーエ - ホルシュタイン・キール - カイザースラウテルン - ハノーファー - マクデブルク - グロイター・フュルト - ハンザ・ロストック - ニュルンベルク - ブラウンシュヴァイク - ビーレフェルト (III) - レーゲンスブルク (III) - ザントハウゼン (III) | - エルフェアスベルク (II) - オスナブリュック (II) - ヴィースバーデン (II) - ザールブリュッケン |
| 各地域代表 (24クラブ) 各地域のサッカー協会カップの優勝クラブが出場 | | |
| - バーデン ヴァルドルフ (IV) - バイエルン イラーティッセン (IV) ウンターハヒンク (IV) - ベルリン マッカビ・ベルリン (V) - ブランデンブルク コットブス (IV) - ブレーメン オーバーノイラント (V) - ハンブルク トイトニア・オッテンゼン (IV) - ヘッセン FSVフランクフルト (IV)                                   | - ニーダーライン RWエッセン (III) - ニーダーザクセン デルメンホルスト (V) ベルゼンブリュック (V) - メクレンブルク＝フォアポンメルン ロストッカー (V) - ミッテルライン ヴィクトリア・ケルン (III) - ラインラント コブレンツ (V) - ザールラント ホンブルク (IV) - ザクセン ロコモティヴェ・ライプツィヒ (IV)                                                                  | - ザクセン＝アンハルト ハレシャー (III) - シュレースヴィヒ＝ホルシュタイン リューベック (III) - ズュートバーデン オーベラッハーン (V) - ズュートヴェスト ショット・マインツ (IV) - テューリンゲン カールツァイス・イェーナ (IV) - ヴェストファーレン ギュータースロー (IV) ミュンスター (III) - ヴュルテンベルク バーリンゲン (IV) |
| 括弧内のローマ数字は2023-24シーズンの所属ディビジョン (I：ブンデスリーガ 、II：2. ブンデスリーガ 、III：3. リーガ 、IV：レギオナルリーガ、V：オーバーリーガ | | |

## 日程
| 試合     | 組み合わせ抽選会 | 開催日                            |
| -------- | ---------------- | --------------------------------- |
| 1回戦    | 2023年6月18日    | 2023年8月11日-14日 & 9月26日-27日 |
| 2回戦    | 2023年10月1日    | 2023年10月31日・11月1日           |
| 3回戦    | 2023年11月5日    | 2023年12月5日・6日                |
| 準々決勝 | 2023年12月10日   | 2024年1月30日・31日 & 2月6日・7日 |
| 準決勝   | 2024年2月11日    | 2024年4月2日・3日                 |
| 決勝     | 2024年2月11日    | 2024年5月25日                     |

## 1回戦
組み合わせ抽選会は、2023年6月18日に行われた。チーム名横の括弧内の数字は2023-24シーズンの所属ディビジョンを表す (2回戦以降も同様)。試合時間はいずれも現地時間 (1回戦、2回戦、準決勝、決勝はCEST (UTC+2)。それ以外はCET (UTC+1))。
| 2023年8月11日                                             | ザントハウゼン (3)                                                    | 3 - 3 (延長) (4 - 2 PK戦)                             | ハノーファー (2)                                          | ザントハウゼン                                                                          |  |
| 18:00                                                     | ヘニングス 45+3分 (pen.) · アレイムビ 77分 (o.g.) · クニッピング 86分 | レポート                                              | シャウブ 27分 · ハルステンベルク 42分 · トイヒャート 82分 | 競技場: GPシュタディオン・アム・ハードヴァルト 観客数: 4,605人 主審: デニス・アイテキン |  |
|                                                           |                                                                       | PK戦                                                  |                                                           |                                                                                         |  |
| ディークマイアー ミューリング マチエイェフスキ エルゼイン |                                                                       | ベスシュコウ トレソルディ ハルステンベルク エルンスト |                                                           |                                                                                         |  |

| 2023年8月11日 | ザールブリュッケン (3)              | 2 - 1    | カールスルーエ (2)  | ザールブリュッケン                                                                     |  |
| 18:00         | ツィヴェヤ 47分 · ブリュンカー 90分 | レポート | シュティンドル 65分 | 競技場: ルートヴィヒスパルクシュタディオン 観客数: 14,284人 主審: アルネ・アールニンク |  |

| 2023年8月11日 | ベルゼンブリュック (5) | 0 - 7    | ボルシアMG (1)                                                                          | オスナブリュック                                                             |  |
| 18:00         |                        | レポート | オノラ 21分, 56分 · ングム 26分 · チヴァンチャラ 32分, 34分 · ハック 77分 · ラノス 89分 | 競技場: ブレーメル・ブリュッケ 観客数: 16,098人 主審: アレクサンダー・サザー |  |

| 2023年8月11日 | ブラウンシュヴァイク (2) | 1 - 3    | シャルケ (2)                                  | ブラウンシュヴァイク                                                                   |  |
| 20:45         | ウジャー 12分            | レポート | カラマン 19分 · セギン 42分 · ラッツァ 90+4分 | 競技場: アイントラハト＝シュタディオン 観客数: 21,800人 主審: パトリック・イットリッヒ |  |

| 2023年8月12日 | バーリンゲン (4) | 0 - 4    | シュトゥットガルト (1)                                | ロイトリンゲン                                                       |  |
| 13:00         |                  | レポート | ミロー 25分 · サイラス 34分 · ギラシ 43分 · 遠藤 55分 | 競技場: ハセシュタディオン 観客数: 13,400人 主審: ロベルト・カンプカ |  |

| 2023年8月12日 | カールツァイス・イェーナ (4) | 0 - 5    | ヘルタ・ベルリン (2)                                                                                        | イェーナ                                                                                 |  |
| 13,000人      |                              | レポート | ダールダイ 6分 · タバコヴィッチ 47分 · リヒター 49分, 52分 · ウレモヴィッチ 59分 · ヘニングス 45+3分 (pen.) | 競技場: エルンスト＝アッベ＝シュポルトフェルト 観客数: 13,000人 主審: フロリアン・ヘフト |  |

| 2023年8月12日 | デルメンホルスト (5) | 0 - 5    | ザンクトパウリ (2)                                                                              | デルメンホルスト |  |
| 15:30         |                      | レポート | スミス 24分 · ショーベルト 59分 (o.g.) · サアド 68分 · ハルテル 70分 (pen.) · アフォラヤン 88分 | 競技場: シュテッティシェス・シュタディオン・アン・デア・デュスターノルトシュトラーセ 観客数: 4,999人 主審: パトリック・シュヴェンガース |  |

| 2023年8月12日 | オーバーノイラント (5) | 1 - 9    | ニュルンベルク (2)                                                                                                   | ブレーメン                                                              |  |
| 15:30         | ランバース 89分        | レポート | ウズン 10分, 14分, 67分 · 林 15分 · ガーライエン 19分 · ドゥマン 25分, 29分 (pen.) · ゴラー 71分 · ダフェルナー 90分 | 競技場: マルコ・モック・アレーナ 観客数: 2,187人 主審: ルーカス・ベネン |  |

| 2023年8月12日 | ショット・マインツ (4) | 1 - 6    | ドルトムント (1)                                                                  | マインツ                                                                 |  |
| 15:30         | ガンズ 34分            | レポート | ハラー 22分, 35分 · ブラント 24分 · ザビッツァー 57分 · マレン 79分 · ムココ 85分 | 競技場: メーヴァ・アレーナ 観客数: 30,312人 主審: ベンジャミン・ブランド |  |

## 得点王
| 順位 | 選手                             | 所属                 | 得点 |
| ---- | -------------------------------- | -------------------- | ---- |
| 1    | アミン・アドリ                   | レヴァークーゼン     | 5    |
| 2    | フィリップ・ビルビヤ             | パーダーボルン       | 4    |
| 2    | マルセル・ハルテル               | ザンクトパウリ       | 4    |
| 2    | ファビアン・レーゼ               | ヘルタ・ベルリン     | 4    |
| 5    | カイ・ブリュンカー               | ザールブリュッケン   | 3    |
| 5    | ロビン・ハック                   | ボルシアMG           | 3    |
| 5    | アダム・フロジェク               | レヴァークーゼン     | 3    |
| 5    | ベーカリー・ジャッタ             | ハンブルガーSV       | 3    |
| 5    | イサク・バーグマン・ヨハンネソン | デュッセルドルフ     | 3    |
| 5    | ハリス・タバコヴィッチ           | ヘルタ・ベルリン     | 3    |
| 5    | リッチモンド・タチー             | カイザースラウテルン | 3    |
| 5    | ジャン・ウズン                   | ニュルンベルク       | 3    |
| 5    | フロリアン・ヴィルツ             | レヴァークーゼン     | 3    |